# Banda Aceh
Banda Aceh, tên cũ là Kutaraja (Koetaradja, 1948–1962), là thủ phủ và thành phố lớn nhất ở tỉnh Aceh, Indonesia. Thành phố nằm trên đảo Sumatra và có độ cao 35 mét trên mực nước biển. Thành phố có diện tích 64 km vuông và có dân số 219.070 người, dựa trên điều tra dân số năm 2000. Banda Aceh nằm ở mũi phía tây bắc của Indonesia tại cửa sông Aceh.
Thành phố ban đầu được thành lập với tên Bandar Aceh Darussalam Kandang và đóng vai trò thủ đô và trung tâm của Hồi quốc Aceh khi quốc gia này thành lập vào thế kỷ 15. Sau đó, tên của thành phố được đổi thành Bandar Aceh Darussalam, và cuối cùng trở thành cái tên phổ biến ngày nay Banda Aceh. Phần đầu tiên của tên xuất phát từ bandar (بندر) trong tiếng Ba Tư có nghĩa là "cảng". Thành phố này còn được mệnh danh là "bến cảng tới Mecca" hay "lối vào Mecca" (tiếng Indonesia: Serambi Mekkah) để chỉ thời kỳ trước đây khi những người hành hương Hajj đi biển từ Indonesia và sẽ dừng chân ở thành phố trước khi tiếp tục hành trình đến Mecca.
Banda Aceh từ lâu đã là trung tâm của các cuộc xung đột kéo dài giữa người bản địa và thực dân nước ngoài, bao gồm chiến tranh với Bồ Đào Nha, với Hà Lan, Nhật Bản và với cả chính phủ Indonesia. Thành phố được quốc tế đặc biệt chú ý sau sự kiện Động đất và sóng thần Ấn Độ Dương 2004 đánh vào bờ biển phía tây Sumatra. Banda Aceh là thành phố lớn gần nhất với tâm chấn của trận động đất cách bờ biển tỉnh Aceh 249 km). Thành phố chịu thiệt hại lớn trong trận động đất và thiệt hại nặng nề hơn khi một cơn sóng thần ập đến ngay sau đó. Thảm họa khiến 167.000 người chết và nhiều người khác bị thương.
Trận sóng thần tuy vậy cũng là nguyên nhân chấm dứt nhiều cuộc xung đột ở thành phố và tỉnh Aceh, trong khi viện trợ trong nước và quốc tế giúp hiện đại hóa và tái thiết lại thành phố trong một thập kỷ qua.

## Lịch sử
Banda Aceh, nằm ở cực bắc Sumatra, từ lâu đã trở thành một trung tâm chiến lược, giao thông và thương mại ở phía đông Ấn Độ Dương. Địa danh này được đề cập tới lần đầu tiên trong các tài liệu phương Tây khi Marco Polo và đoàn thám hiểm của ông tới thành phố vào năm 1292. Họ gọi địa danh này là 'Lambri', lấy tên từ Vương quốc Lamuri mà trước đây đã tồn tại ở đó và được ghi nhận là cảng trung chuyển đầu tiên những lữ khách đi tàu từ bán đảo Ả Rập và Ấn Độ tới Indonesia. Ibn Battuta cũng được ghi nhận đã đến thăm thành phố vào giữa thế kỷ 14 khi đó còn thuộc quyền cai quản của thương quốc Samudera Pasai, the then dominant entity in northern Sumatra. Tuy nhiên nhà Pasai bắt đầu sụp đổ do áp lực từ tình trạng suy thoái kinh tế và áp lực từ Đế quốc Bồ Đào Nha, những người kiểm soát phần lớn diện tích của khu vực này sau khi chiếm được Malacca vào đầu thế kỷ 15. Sultan Ali Mughayat Syah, vua của Hồi quốc Aceh, tích cực mở rộng lãnh thổ trong khu vực này vào thập niên 1520. Vương quốc mới ra đời của ông được xây dựng trên phần còn lại của Pasai và các vương quốc khác đã bị diệt vong trong khu vực, trong khi đó Banda Aceh trở thành thủ đô và được đặt tên mới là Kutaraja hay 'Thành phố của nhà vua'.

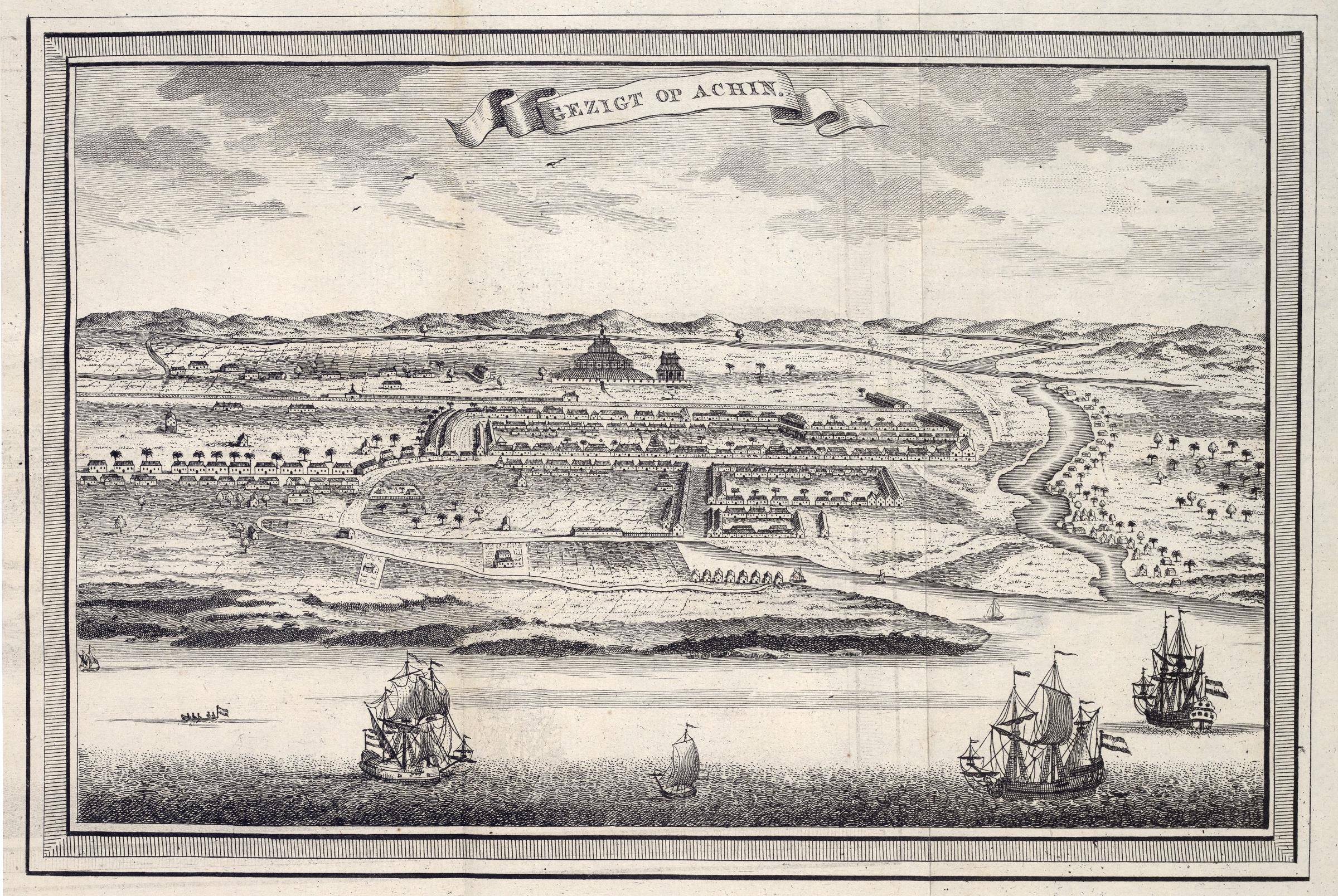
Bản đồ cổ của Koetaradja

Vào cuối thế kỷ 18, lãnh thổ Aceh ở bán đảo Malay, cụ thể là Kedah và Penang, bị người Anh chiếm giữ. Năm 1871, người Hà Lan bắt đầu đe dọa Aceh, và vào ngày 26 tháng 3 năm 1873, người Hà Lan chính thức tuyên chiến với Aceh. Người Hà Lan bắn phá thủ đô và tìm cách chiếm giữ cung điện của Sultan trong thành phố để buộc người Aceh đầu hàng. Sự hỗ trợ đáng kể từ người Anh giúp hiện đại hóa và củng cố thành phố, và mặc dù các khu vực ven biển bị mất thì người Hà Lan đã đánh giá quá thấp hệ thống phòng thủ của thành phố. Chỉ huy của quân viễn chinh Hà Lan, tướng Johan Köhler hy sinh trong một cuộc giao tranh xung quanh thành phố, dẫn đến sự thất bại của cuộc viễn chinh thứ nhất. Cuộc viễn chinh thứ hai được người Hà Lan chuẩn bị trong vòng nhiều tháng và đã thành công hơn cuộc tấn công trước đó. Người Hà Lan di chuyển vào trong khu vực nội đô vào tháng 1 năm 1874 và tin rằng người Aceh đã đầu hàng; tuy nhiên, cuộc xung đột chuyển đến vùng nông thôn còn người Aceh tiếp tục chống lại sự cai trị của Hà Lan.

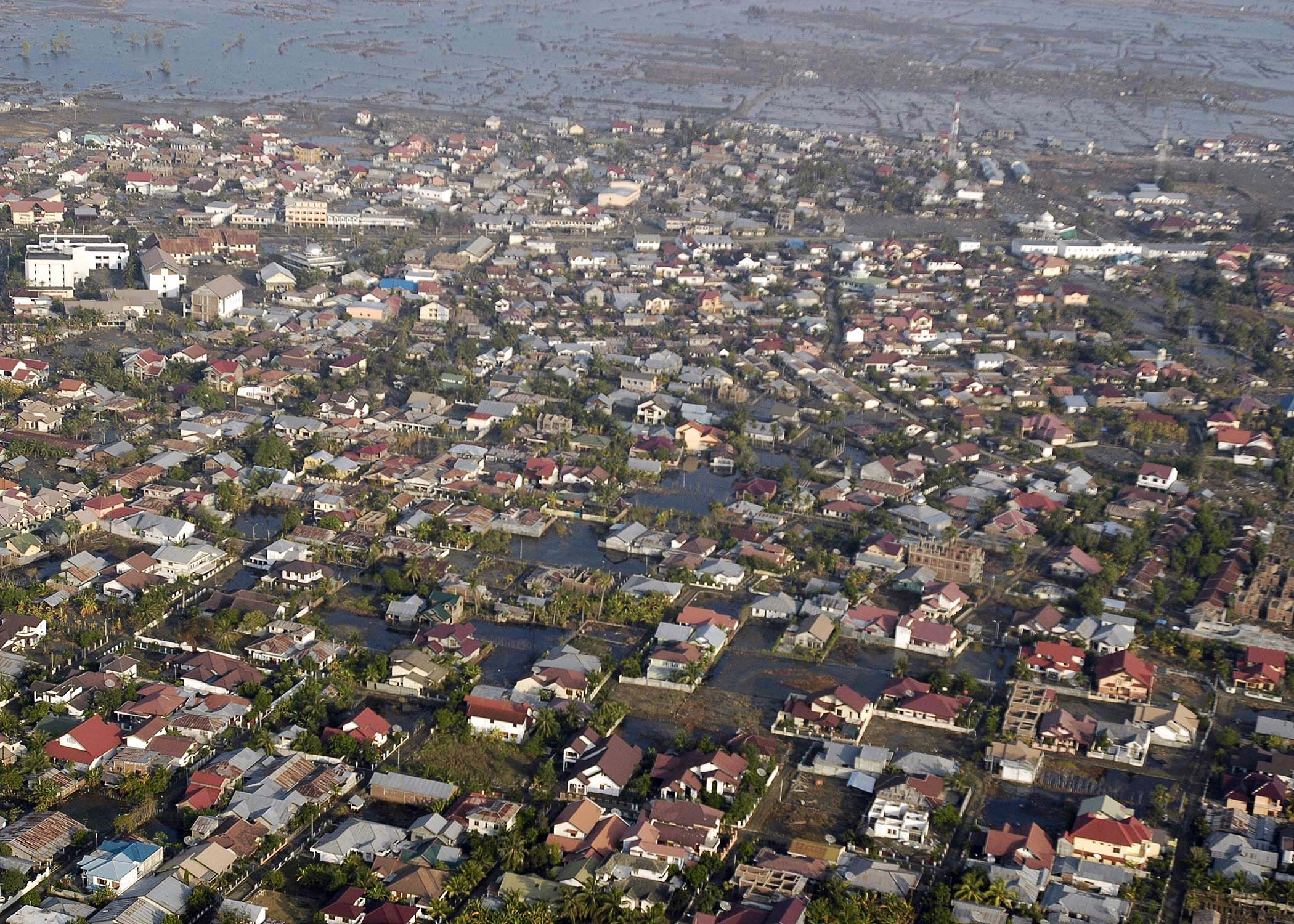
Banda Aceh sau cơn sóng thần năm 2004

Sau khi được nhập vào Chính phủ Cộng hòa Indonesia ngày 28 tháng 12 năm 1962, tên của thành phố được Bộ Hành chính công và Tự trị Khu vực đổi lại thành Banda Aceh vào ngày 9 tháng 5 năm 1963. Vào ngày 26 tháng 12 năm 2004, thành phố trải qua trận sóng thần gây ra bởi một trận động đất 9,2 độ richter tại Ấn Độ Dương. Thảm họa đã làm 167.000 người thiệt mạng và phá hủy hơn 60% các công trình của thành phố. Dựa trên dữ liệu thống kê do Chính quyền thành phố Banda Aceh công bố, Banda Aceh có dân số 248.727 người vào tháng 5 năm 2012.

## Hành chính
Banda Aceh được chia thành 9 phân khu (tiếng Indonesia: kecamatan):
- Baiturrahman
- Banda Raya
- Jaya Baru
- Kuta Alam
- Kuta Raja
- Lueng Bata
- Meuraxa
- Syiah Kuala
- Ulee Kareng

## Giao thông
Các xe becak gắn máy là phương tiện giao thông phổ biến ở Banda Aceh. Xe taxi và xe buýt nhỏ, còn gọi là labi-labi, cũng rất phổ biến.
Sân bay quốc tế Sultan Iskandar Muda nằm ở Blang Bintang cách Banda Aceh 13,5 km.
Hai đường cao tốc chính chạy từ Banda Aceh về phía nam. Một tuyến chạy xuống phía đông của tỉnh Aeh thông qua các thị trấn chính như Bireuen và Lhokseumawe để tới Medan, thủ phủ tỉnh Bắc Sumatra. Đường cao tốc còn lại chạy dọc theo rìa phía tây của tỉnh Aceh, qua các khu vực ít dân cư để tới các thị trấn Calang, Meulaboh, và Singkil. Trạm xe buýt chính, Terminal Terpadu Batoh, được đặt tại Jalan Mr. Teuku Muhammad Hasan.
Banda Aceh có hai cảng biển chính, Pelabuhan Ulèë Lheuë và Pelabuhan Malahayati. Pelabuhan Ulèë Lheuë trước là cảng biển chính ở Aceh, nay đóng vai trò là một bến phà. Cảng này nằm trong khu vực Meuraksa. Pelabuhan Malahayati, cảng biển chính hiện tại, nằm ở Krueng Raya, cách Banda Aceh 27 km. Cảng đóng vai trò bến đậu hàng hóa chính.
Kể từ tháng 5 năm 2016, Banda Aceh đã có một hệ thống buýt nhanh mới mang tên Trans Koetaradja. Ban đầu, Trans Koetaradja chỉ chạy một tuyến duy nhất là Keudah – Darussalam (và ngược lại) (Hành lang I), phục vụ từ 06:30 tới 18:36 từ thứ Hai tới thứ Bảy và 07:20 tới 17:20 vào Chủ Nhật và ngày lễ. Kể từ năm 2017, hệ thống bổ sung thêm 2 tuyến: Hành lang II-A với tuyến Sân bay quốc tế Sultan Iskandar Muda – Pasar Aceh (hai chiều) chạy từ 08:00 tới 18:20 hàng ngày; và Hành lang II-B với tuyến Pelabuhan Ulèë Lheuë (Cảng) – Pasar Aceh (hai chiều) phục vụ từ 07:00 tới 18:35 hàng ngày.

## Truyền thông

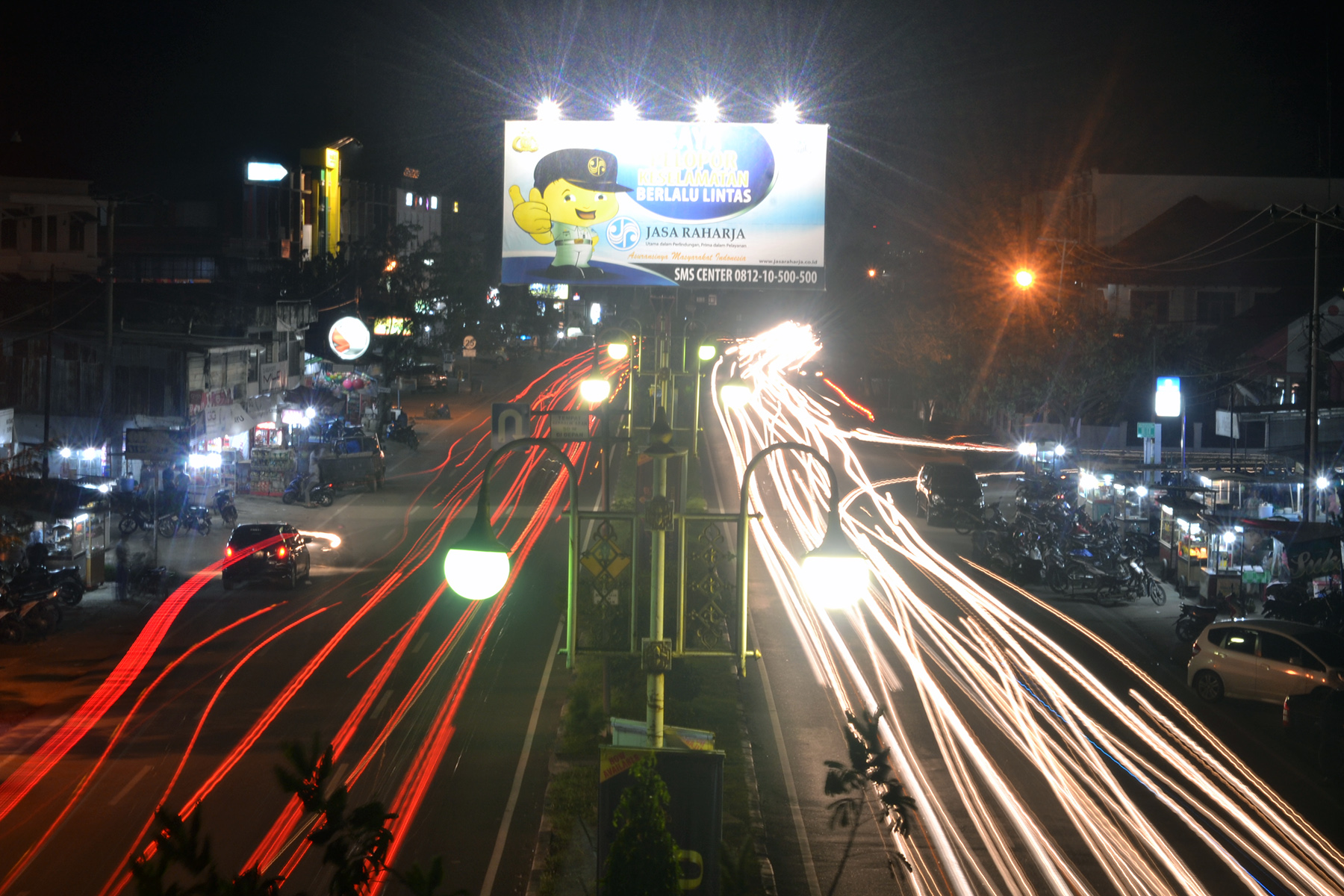
Banda Aceh về đêm

TVRI Aceh, thuộc sở hữu nhà nước; Kutaraja TV và Aceh TV, đều thuộc tư nhân, là các đài truyền hình địa phương ở Banda Aceh. Tờ báo lâu đời nhất ở khu vực Banda Aceh là "Harian Serambi Indonesia". Một số tờ báo khác như Harian Aceh, Harian Waspada, Harian ProHaba và Harian RajaPost cũng được xuất bản.

## Thể thao
Lapangan Blang Padang là một khu đa chức năng nằm ở trung tâm Banda Aceh, và đã trở thành địa điểm hoạt động thể thao của người dân trong nhiều thập kỷ. Tại đây có đường chạy bộ, sân bóng chuyền, sân bóng đá, sân bóng rổ và cả khu ăn uống.
Một số khu liên hợp thể thao khác ở Banda Aceh gồm: Lapangan Neusu, Komplek Harapan Bangsa, Lapangan Gelanggang Unsyiah và Lapangan Tugu
Thành phố có hai sân vận động bóng đá lớn:
- Sân vận động Harapan Bangsa (sức chứa 45.000 chỗ)
- Sân vận động H. Dimurthala (sức chứa 20.000 chỗ), sân nhà của Persiraja Banda Aceh và Kuala Nanggroe.

## Thời tiết
Banda Aceh có khí hậu xích đạo, với nhiệt độ trung bình ổn định. Nhiệt độ trung bình hàng năm của thành phố là 27 độ C. Tuy nhiên, thành phố có những mùa rất khô và những mùa rất ẩm ướt, trong đó từ tháng Sáu đến tháng Tám là thời gian khô hạn nhất trong năm. Giống như tất cả các thành phố có khí hậu xích đạo, Banda Aceh không có tháng nào thực sự khô ráo với lượng mưa trung bình dưới 60 mm. Thành phố có lượng mưa trung bình 2000 mm mỗi năm.
| Dữ liệu khí hậu của Banda Aceh          | Dữ liệu khí hậu của Banda Aceh | Dữ liệu khí hậu của Banda Aceh | Dữ liệu khí hậu của Banda Aceh | Dữ liệu khí hậu của Banda Aceh | Dữ liệu khí hậu của Banda Aceh | Dữ liệu khí hậu của Banda Aceh | Dữ liệu khí hậu của Banda Aceh | Dữ liệu khí hậu của Banda Aceh | Dữ liệu khí hậu của Banda Aceh | Dữ liệu khí hậu của Banda Aceh | Dữ liệu khí hậu của Banda Aceh | Dữ liệu khí hậu của Banda Aceh | Dữ liệu khí hậu của Banda Aceh |
| Tháng                                   | 1                              | 2                              | 3                              | 4                              | 5                              | 6                              | 7                              | 8                              | 9                              | 10                             | 11                             | 12                             | Năm                            |
| --------------------------------------- | ------------------------------ | ------------------------------ | ------------------------------ | ------------------------------ | ------------------------------ | ------------------------------ | ------------------------------ | ------------------------------ | ------------------------------ | ------------------------------ | ------------------------------ | ------------------------------ | ------------------------------ |
| Trung bình ngày tối đa °C (°F)          | 27.8 (82.0)                    | 28.8 (83.8)                    | 31.0 (87.8)                    | 32.0 (89.6)                    | 30.0 (86.0)                    | 30.3 (86.5)                    | 30.1 (86.2)                    | 30.9 (87.6)                    | 30.1 (86.2)                    | 30.5 (86.9)                    | 28.9 (84.0)                    | 27.9 (82.2)                    | 29.9 (85.7)                    |
| Trung bình ngày °C (°F)                 | 25.9 (78.6)                    | 26.5 (79.7)                    | 27.3 (81.1)                    | 28.3 (82.9)                    | 27.6 (81.7)                    | 27.9 (82.2)                    | 27.5 (81.5)                    | 28.2 (82.8)                    | 27.4 (81.3)                    | 28.0 (82.4)                    | 26.8 (80.2)                    | 26.2 (79.2)                    | 27.3 (81.1)                    |
| Tối thiểu trung bình ngày °C (°F)       | 24.1 (75.4)                    | 24.2 (75.6)                    | 23.7 (74.7)                    | 24.6 (76.3)                    | 25.2 (77.4)                    | 25.6 (78.1)                    | 24.9 (76.8)                    | 25.6 (78.1)                    | 24.7 (76.5)                    | 25.5 (77.9)                    | 24.7 (76.5)                    | 24.5 (76.1)                    | 24.8 (76.6)                    |
| Lượng Giáng thủy trung bình mm (inches) | 155 (6.1)                      | 103 (4.1)                      | 109 (4.3)                      | 121 (4.8)                      | 152 (6.0)                      | 90 (3.5)                       | 97 (3.8)                       | 107 (4.2)                      | 161 (6.3)                      | 194 (7.6)                      | 209 (8.2)                      | 236 (9.3)                      | 1.734 (68.2)                   |
| Nguồn:                                  |                                |                                |                                |                                |                                |                                |                                |                                |                                |                                |                                |                                |                                |

## Tôn giáo
Dân số Banda Aceh chủ yếu theo Hồi giáo, ngoài ra còn có một bộ phận nhỏ theo Phật giáo, Kitô giáo (cả Tin Lành và Công giáo) và Ấn Độ giáo.
Banda Aceh có bốn nhà thờ Kitô giáo lâu đời: Nhà thờ Công giáo Hati Kudus, Nhà thờ Tin Lành Tây Indonesia (GPIB), nhà thờ Giám lý, và nhà thờ Tin Lành Batak (HKBP). Có 93 giáo đường Hồi giáo và 112 musholla (giáo đường nhỏ). Có một chùa Phật giáo và một ngôi đền Hindu trong thành phố.
Cộng đồng Hindu bao gồm cả tín đồ Hindu Bali và tín đồ Hindu Tamil có nguồn gố từ Ấn Độ.

## Thành phố kết nghĩa
- Samarkand, Uzbekistan[18]
- Apeldoorn, Hà Lan[19][20]
- Sana'a, Yemen
- Martapura, Nam Kalimantan